# Maya Herrera
 (décembre 2024).
Si vous disposez d'ouvrages ou d'articles de référence ou si vous connaissez des sites web de qualité traitant du thème abordé ici, merci de compléter l'article en donnant les références utiles à sa vérifiabilité et en les liant à la section « Notes et références ».
Maya Herrera est un personnage de fiction du feuilleton télévisé américain Heroes (NBC), interprété par Dania Ramirez.

## Son histoire

### Volume 2: Générations
Quatre mois avant sa situation dans la saison 2, Maya assistait malgré elle au mariage de son frère avec une jeune femme qu'elle n'appréciait pas du tout et dont elle se méfiait. Pendant le banquet, elle découvre cette femme trompant son frère avec un autre. Furieuse, Maya lui dit qu'elle préfère la voir mourir plutôt que mariée à son frère. C'est alors que ses pouvoirs se manifestent de manière tragique. Elle ne tue pas seulement la mariée et l'amant mais aussi tous les invités du mariage. Seul Alejandro est resté vivant. Découvrant que c'est elle qui est à l'origine du massacre, elle s'enfuit et trouve refuge dans une église au Venezuela où elle est nonne. Son frère la retrouve et découvre lui aussi son pouvoir. C'est ainsi qu'ils sont recherchés et qu'ils ne cessent de fuir.
Sur leur chemin, ils rencontrent Sylar qui deviendra leur nouveau compagnon de route. Malgré les réticences d'Alejandro, Maya tombe amoureuse de Sylar, qui se sert d'elle et de son pouvoir pour arriver à ses fins. Elle choisit de partir avec lui vers New York, tandis que ce dernier tue son frère. Arrivés à destination chez Mohinder, leur couple prend fin. Elle découvre qui est vraiment Sylar trop tard. Il finit par la tuer, mais ce dernier demande à Mohinder de la ressusciter avec le sang de Claire, pouvant guérir n'importe quelle blessure.

### Volume 3: Les Traîtres
Maya vit à présent à New York, auprès de Mohinder. En essayant de trouver un remède pour la guérir, celui-ci réussit à créer un sérum pouvant donner un pouvoir à quiconque se l'injectera. Maya appréhende cette trouvaille mais il ne l'écoute pas; il se découvre plus tard une force surhumaine. Après avoir couché avec le scientifique, Maya découvre que Mohinder se comporte bizarrement depuis quelque temps et finit par découvrir ce qu'il trafiquait : il capturait plusieurs personnes et les enfermait dans d'étranges cocon. De ce fait, Mohinder fait de Maya sa nouvelle victime et l'enferme elle aussi dans un cocon et continue ses mystérieuses recherches. 
Après avoir tenté de faire Nathan et de Tracy ses nouvelles victimes, Mohinder s'enfuit avec Maya et se rend à Pinehearst. Là bas, il y rencontre Arthur Petrelli et lui supplie d'aider Maya à se débarrasser de son pouvoir. Sur ces mots, Arthur vole le pouvoir de Maya. Elle est enfin guérie. Mohinder s'excuse auprès d'elle et lui dit que s'il a fait tout cela, c'était uniquement pour elle, mais elle préfère le quitter et rentre chez elle.

## Pouvoir
- Le pouvoir de Maya se manifeste en créant, généralement malgré elle, un poison violent et mortel dans le corps de toute personne dans son entourage physique. Son pouvoir s'active lorsqu'elle est contrariée, mais elle peut aussi le déclencher volontairement. Les obstacles physiques comme les murs ou les espaces clos n'altèrent pas la portée du poison. 
- Quand le pouvoir de Maya se met en marche, ses yeux se noircissent intensément et des larmes noires coulent sur ses joues. Toute personne se trouvant dans les alentours (la distance précise varie considérablement, de la périphérie d'un petit bâtiment à la longueur d'un boulevard) se met également à pleurer des larmes noires et perd rapidement connaissance, pour ensuite mourir.
- Initialement, Maya a besoin de l'aide de son frère Alejandro pour désactiver son pouvoir. Le pouvoir de celui-ci agit comme antidote pour les personnes affectées et interrompt les larmes de Maya. Il semble, autrement dit, absorber et sublimer le poison dégagé par sa sœur jumelle. Avec l'aide de Sylar, Maya apprend ensuite à désactiver elle-même son pouvoir, et de fait rend non nécessaire l'intervention de son frère pour l'aider à le contrôler.
- L'aspect visuel de Maya (symptômes physiques, expression faciale) souvent évident lors du déclenchement de son pouvoir est probablement librement inspiré de la croyance populaire catholique des différentes statues dites "vierges pleureuses".